# Plug-in
En plug-in er et stykke software der fungerer som en tilføjelse til et andet computerprogram. Nogle plug-ins kan operere som både plug-in og såkaldt "stand alone," hvilket vil sige det kan køre uden andre programmer. Plug-ins kan udvikles som både "executable" (programmer/.exe-filer) og DLL-filer. De kan ligeledes udvikles af både tredjeparter og det originale programs udvikler.
En af industristandarderne i elektronisk musikproduktion er Steinbergs Virtual Studio Technology, hvor tusindevise plug-ins udvikles til sequencerprogrammer.
| Software | Spire Denne artikel om software og programmering er en spire som bør udbygges. Du er velkommen til at hjælpe Wikipedia ved at udvide den. |